# Diersbach
Diersbach är en ort och kommun i Österrike. Den ligger i distriktet Schärding i förbundslandet Oberösterreich, 210 kilometer väster om huvudstaden Wien.
Kommunen består av 33 orter (Ortschaften) (inom parentes invånarantal 1 januari 2024):

- Alfersham (37)
- Angsüß (42)
- Antersham (130)
- Bartenberg (39)
- Bernolden (26)
- Brunnern (18)
- Buchet (29)
- Diersbach (369)
- Dobl (11)
- Eden (64)
- Edenwiesen (44)
- Erledt (34)
- Etzelbach (38)
- Froschau (44)
- Großwaging (27)
- Gumping (36)
- Hartwagen (43)
- Herrnberg (30)
- Hochegg (25)
- Igling (10)
- Inding (29)
- Kalling (89)
- Kindling (21)
- Kobledt (12)
- Mayberg (23)
- Mitterndorf (80)
- Mörstalling (34)
- Oberedt (27)
- Raad (77)
- Schmidsedt (12)
- Schwabenhub (16)
- Sonndorf (6)
- Unterholzen (4)